# Oskar Grussendorf
Karl Georg Wilhelm Oskar Grussendorf (* 16. Juli 1888 in Niesky; † 23. Mai 1945 in Glaucha) war ein deutscher SS-Brigadeführer und Generalmajor der Polizei.

## Leben
Oskar Grussendorf besuchte ab 1902 das Kadettenkorps in Dresden und wurde anschließend 1906 als Fähnrich im 4. Infanterie-Regiment Nr. 103 der Sächsischen Armee in Bautzen angestellt. Nach dem Besuch der Kriegsschule Hersfeld erfolgte Ende Januar 1908 seine Beförderung zum Leutnant sowie 1911 die Versetzung in das 10. Infanterie-Regiment Nr. 134 nach Plauen. Nachdem Grussendorf am 19. März 1913 zu den Reserveoffizieren des Regiments überführt worden war, trat er zum 1. April 1913 als Polizeileutnant beim Polizeiamt Leipzig ein.
Am Ersten Weltkrieg nahm er als Reserveoffizier teil, stieg bis Ende November 1917 zum Hauptmann auf und wurde für sein Wirken mit dem Eisernen Kreuz II. Klasse, dem Ritterkreuz II. Klasse des Albrechts-Ordens mit Schwertern sowie dem Verwundetenabzeichen in Schwarz ausgezeichnet.
Nach dem Krieg setzte er seine Karriere bei der Polizei fort. Am 31. Januar 1936 wurde Grussendorf zum Oberstleutnant der Schutzpolizei in Leipzig befördert. Am 10. Februar desselben Jahres wurde er zum Kommandeur der Polizeiführerschule in Hosterwitz ernannt. Zum 1. Mai 1937 trat er der NSDAP bei (Mitgliedsnummer 3.805.262) und schloss sich der SS an (SS-Nummer 382.305). Ab 1942 war er SS-Brigadeführer und am 21. Juni 1943 wurde er zum Generalmajor der Polizei ernannt.
Grussendorf starb kurz nach Ende des Zweiten Weltkriegs an den Folgen einer Erkrankung.